# Giovanni Trevano

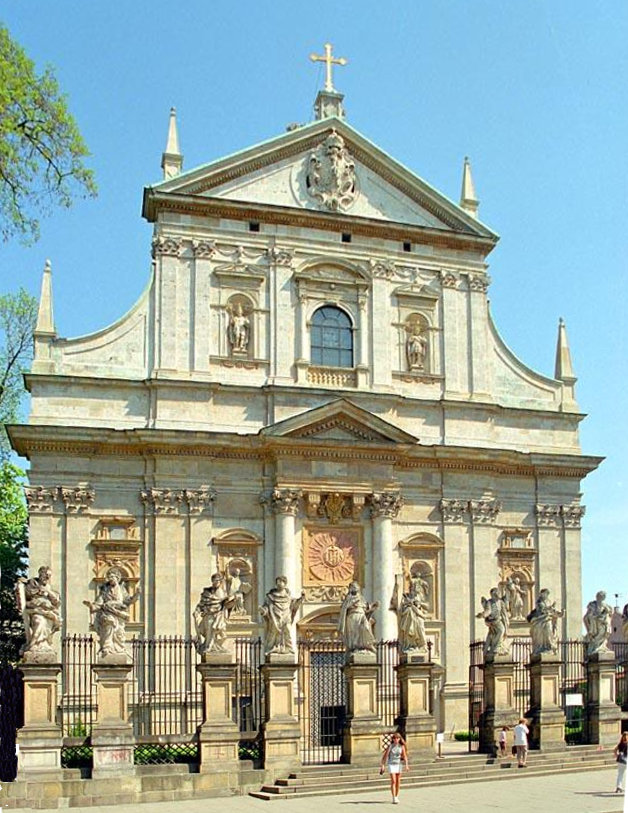
Fasada kościoła św. Piotra i Pawła w Krakowie

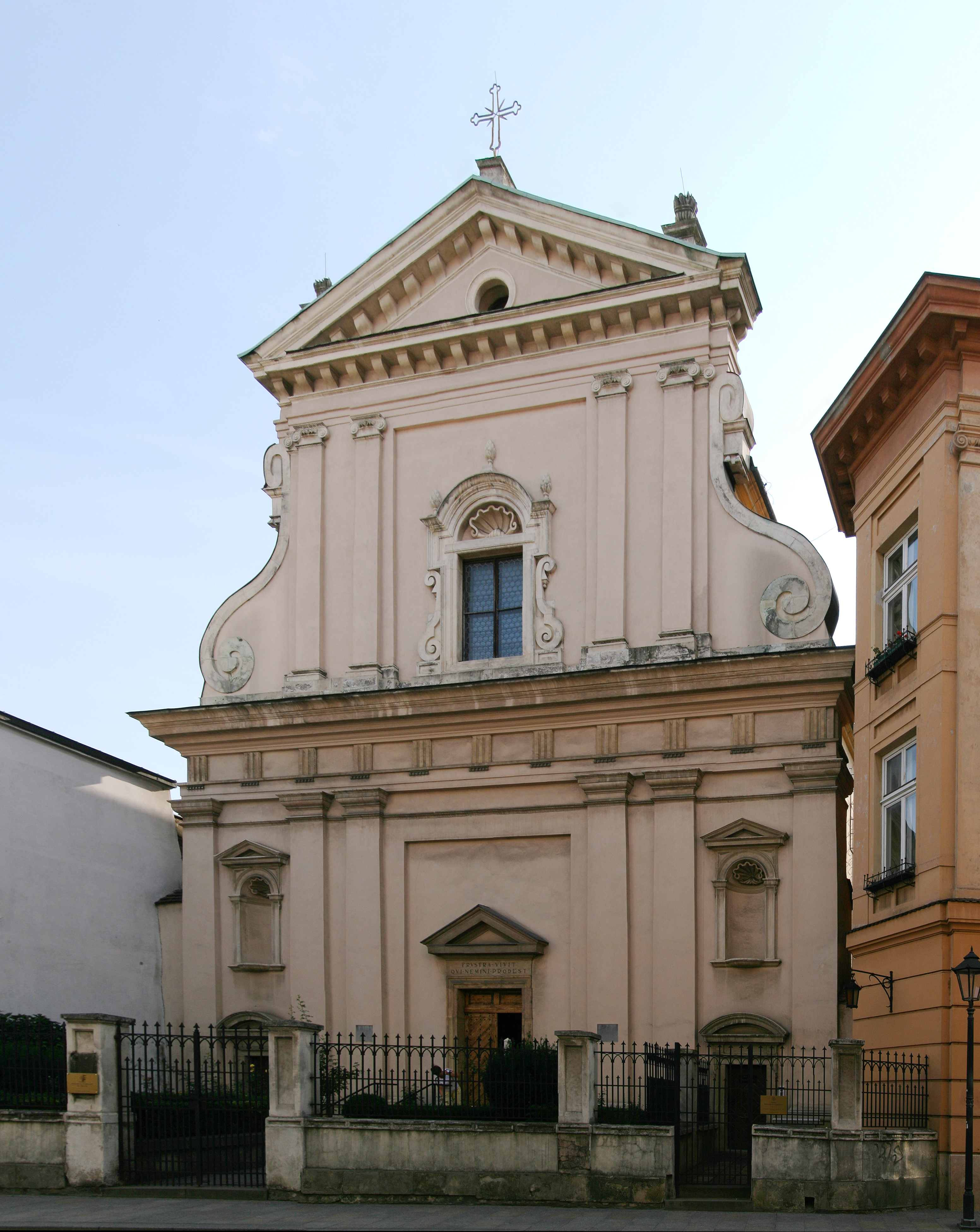
Kościół św. Marcina w Krakowie

Giovanni Trevano (zm. 1642 w Krakowie) – architekt, budowniczy, serwitor Zygmunta III Wazy, jeden z najwybitniejszych artystów barokowych czynnych w Rzeczypospolitej w I poł. XVII w.

## Kariera i twórczość artystyczna
Wykształcenie i okoliczności jego przybycia do Rzeczypospolitej nie są znane. Po raz pierwszy został wymieniony w r. 1599 jako «Jan Treuer murarz» w rachunkach wielkorządowych, dotyczących budowy tzw. schodów Senatorskich, w zamku na Wawelu, a w r. 1602 określony był mianem «murarius arcis cracoviensis». Wówczas jako główny architekt na polecenie króla kierował odnowieniem i przebudową wnętrz wawelskich po pożarze w r. 1595 (w części pomieszczeń wprowadzono wtedy sztukaterie, nowe portale i posadzki, a okna klatki schodowej zyskały wczesnobarokowe obramienia). Trevano był zapewne projektantem północnej elewacji zamku z dwiema narożnymi wieżami. W l. 1601–1603 przy północno-wschodnim narożniku wzniesiono w stylu barokowym jedną z nich, wieżę Zygmunta III, z poprzedzonymi sieniami gabinetami na obu piętrach. W l. 1602–1603 powstała też, sąsiadująca z wieżą, kaplica królewska ze sklepieniem bogato dekorowanym stiukami oraz kręcona klatka schodowa pomiędzy wieżą a Kurzą Nogą. W l. 1603–1605 Trevano rozbudował dla króla pałac w podkrakowskim Łobzowie, gdzie wzniósł piętrowe, reprezentacyjne skrzydło południowe, które wówczas architektonicznie i funkcjonalnie połączono ze starszymi zabudowaniami. W południowo-wschodnim narożniku pałacu zbudowano dwubiegową, tunelową klatkę schodową z obszernym podestem, nawiązującą do wawelskich schodów Senatorskich. Dzięki nowej, zewnętrznej, kamieniarce ujednolicono wszystkie elewacje budynku, a w jego wnętrzach umieszczono wczesnobarokowe portale i posadzki. W r. 1607 po raz pierwszy został wymieniony jako «S.R.M. servitor» oraz «S.R.M. fabricarum praefectus», co wskazuje, że będąc już wtedy serwitorem pełnił funkcję przełożonego wszystkich budów królewskich (przynajmniej w Krakowie). Razem z muratorem Janem Chrzcicielem Petrinim zawarł 4 maja 1608 z ksienią Dorotą Kątską umowę na odbudowę i rozbudowę zespołu klasztornego norbertanek na Zwierzyńcu pod Krakowem, jednak już w następnym roku prace w konwencie wstrzymano, a ukończono je dopiero w r. 1610. Trevano był najpewniej projektodawcą, wzniesionego wówczas skrzydła przy drugim wirydarzu klasztornym, w którym ulokowano refektarz, a na piętrze cele zakonne. W tym samym czasie architekt przejął budowę kościoła Świętych Apostołów Piotra i Pawła w Krakowie. Kierował rozbiórką wcześniejszej wadliwej kopuły, wzmocnił przęsła skrzyżowania naw wewnętrznymi przyporami oraz zbudował nową kopułę. Być może zaprojektował też wykonane wtedy dekoracje sztukatorskie absydy oraz kopuły. W r. 1611 wraz z Petrinim przebudował kamienicę Zygmunta Alantsee przy ul. św. Jana (Kamienica Krauzowska w Krakowie) na okazałą rezydencję patrycjuszowską. 11 czerwca 1613 Zygmunt III wydał w Warszawie dokument potwierdzający zapewne wcześniejsze nadanie Trevanowi serwitoriatu. W r. 1615 «Dziani Trewan mularz króla JMci» przedstawił rozwiązania wzmacniające ochronę przeciwpożarową zamku na Wawelu oraz uczestniczył w jego lustracji. Między r. 1611 a 1616 zaprojektował i nadzorował budowę kamienicy przy ul. Grodzkiej (obecnie nr 4) w Krakowie. Na podstawie analizy stylistycznej Adam Bochnak przypisał Trevanowi wykonanie w l. 1616–1619 muru z trzema okazałymi bramkami wokół katedry na Wawelu. W l. 1619–1621 architekt wzniósł drugą wieżę (obecnie tzw. Sobieskiego) w elewacji północnej zamku na Wawelu. W dokumencie z 22 sierpnia 1619, umieszczonym w gałce kopuły kościoła św. św. Piotra i Pawła wspomniano m.in. o «Joanne Trevano Lombardo, fabricae eiusdem basilicae architecto, muratorumque magistro regio». W l. 1619–1621 architekt zaadaptował zabudowania dawnego domu księży emerytów przy ul. Grodzkiej w Krakowie na klasztor karmelitanek bosych. W r. 1620, powołując się na serwitorat, wystąpił jako «Jan Trewany murarz zamkowy» w obronie pochodzących z Italii czeladników murarskich, którym starszyzna cechu zarzuciła odbieranie pracy rzemieślnikom cechowym. Trevanowi wypomniano wówczas, że «roboty wielkie w mieście przyjmuje, jako kościoły, kamienice, sklepy, w jeden rok kilkanaście robót trzyma». W tym czasie poza pracami dla Zygmunta III Wazy i karmelitanek architekt (lub jego warsztat) budował również kamienicę w Rynku Głównym w Krakowie (Kamienica Bidermanowska). Ze względu na znaczne podobieństwo do bramek w murze otaczającym katedrę na Wawelu, Michał Rożek  przypisał artyście portal pierwotnego wejścia do kaplicy konfraterni włoskiej przy kościele franciszkanów w Krakowie, odkuty zapewne w l. 1620–1629. Na podstawie analizy stylistycznej i związków Trevana z rodziną Szyszkowskich można przypisać mu także przebudowę gotycko-renesansowego zamku Myszkowskich w Spytkowicach, która przypuszczalnie nastąpiła w l. 1622–1633. Ponadto architekt był najprawdopodobniej autorem projektu kaplicy baldachimowej św. Stanisława w katedrze krakowskiej, wzniesionej w l. 1626–1629 z fundacji biskupa Marcina Szyszkowskiego, oraz krypty pod nią. Jeszcze przed ukończeniem tej realizacji biskup zlecił Trevanowi wykonanie swojego nagrobka, który ustawiono w transepcie katedry na Wawelu w r. 1631. Z polecenia Władysława IV Wazy nadzorował w r. 1635 ustawienie w katedrze krakowskiej katafalku na pogrzeb Aleksandra Karola Wazy. W l. 1636–1638 «Trevano di Lugano», zapewne tożsamy z Trevanem pracował przy kaplicy św. Kazimierza przy katedrze w Wilnie, przypuszczalnie tymczasowo nadzorując ówczesne prace wykończeniowe. W l. 1637–1640 sprawował pieczę nad budową kaplicy Matki Bożej Piaskowej przy kościele Karmelitów na Piasku w Krakowie, współpracując wówczas zapewne z odpowiedzialnym za wykonanie kamieniarki Sebastianem Salą. 
Ponadto z twórczością artystyczną Trevana łączone są następujące prace:
- początek budowy kościoła św. Katarzyny w Spytkowicach;

- kościół św. Marcina w Krakowie (za autorstwem Trevana przemawiają wcześniejsze prace dla karmelitanek bosych, modelunek ścian bocznych świątyni z płytkimi wnękami, przypominający rozwiązanie przyjęte przez niego w dłuższych ścianach kaplicy Matki Bożej Piaskowej oraz podobieństwo stiuków do niektórych elementów dekoracji kościoła św. św. Piotra i Pawła);

- projekt pałacu Biskupów Krakowskich w Kielcach;

- kościół św. Norberta w Krakowie (Cerkiew Podwyższenia Krzyża Świętego w Krakowie; za taką atrybucją przemawiają wcześniejsze prace Trevana dla norbertanek oraz pokrewieństwo stylistyczne z klasztorem zwierzynieckim, zwłaszcza rozwiązanie attyki z rytmicznie powtarzającymi się wnękami);

- projekt synagogi Izaaka Jakubowicza w Krakowie (atrybucja prawdopodobna ze względu na podobieństwo sklepień synagogi do sklepień kościoła św. Marcina w Krakowie oraz potwierdzone źródłowo relacje finansowe Trevana z fundatorem).

Brak natomiast podstaw, by przypisać Trevanowi prace przy zachodnim skrzydle Zamku Królewskiego w Warszawie i Zamku Ujazdowskiego oraz przyjąć jego autorstwo w odniesieniu do projektu fasady kościoła św. Jacka w Warszawie, a także przypisywanych mu przekształceń pałacu królewskiego w Łobzowie w l. 1643–1644.

## Charakterystyka twórczości
Giovanni Trevano przybył do Krakowa jako twórca ukształtowany. Jego pierwsze realizacje związane z mecenatem królewskim zapewniły mu w 1. ćwierci XVII w. pozycję czołowego architekta w Rzeczypospolitej. Do architektury polskiej wprowadził najnowsze prądy zaczerpnięte z rzymskiego środowiska Carla Maderny, a stosowany przez niego repertuar form zdominował na lata twórczość miejscowych artystów. Pracował dla dworu królewskiego, duchowieństwa i mieszczaństwa. Przypuszczalnie prowadził duży warsztat, współpracując głównie z osiadłymi w Krakowie muratorami z północnej Italii. Na podstawie analizy stylistycznej poświadczonych źródłowo i przypisanych mu dzieł można uznać, że z powodzeniem adaptował lub przebudowywał starsze budynki i włączał je do nowych struktur, tworząc nowe, jednorodne stylowo założenia. Jego budowle odznaczają się spójnym charakterem i wydają się jednolite, mimo często zachowywanych wcześniejszych podziałów zewnętrznych i wewnętrznych w adaptowanych budynkach. Z projektem lub warsztatem Trevana należy również łączyć liczne wyroby kamieniarskie, głównie wczesnobarokowe portale oraz charakterystyczne «uszate» obramienia okien. Stosował m.in. piaskowiec, marmur, w tym bardzo rozpowszechniony za panowania Wazów tzw. marmur dębnicki. Niekiedy zestawiał kilka rodzajów kamieni, tworząc barwne inkrustacje, wariantowo połączone z elementami i rzeźbami ze złoconego brązu. Operował bogatym repertuarem form budowlanych i motywów dekoracyjnych, których dobór był zazwyczaj związany z pozycją zamawiającego, przedmiotem zlecenia oraz materiałem wykonania. Ornamentami charakterystycznymi dla jego twórczości były m.in. uskrzydlone główki, festony draperii, wolutowe spływy i łezki.

## Relacje społeczne, rodzina, majątek
Giovanni Trevano pochodził z rodziny szlacheckiej, pieczętującej się własnym herbem, osiadłej w Lugano (Szwajcaria). Był synem Giovanniego Battisty, właściciela nieruchomości w lugańskiej dzielnicy Nassa oraz dóbr w Stabio; miał braci Giovanniego Pietra i Giovanniego Marię, kupców weneckich, notowanych w Krakowie w l. 1607–1625 oraz Giovanniego Giacoma. Jego krewnym był Zaccaria Castello z Lugano (zwany Sprawnym), mistrz murarski działający we Lwowie. Na początku swej aktywności zawodowej w Krakowie Trevano współpracował z czynnym na Wawelu muratorem Janem Chrzcicielem Petrinim, rzeźbiarzem Ambrożym Meaccim, snycerzem Hansem Klugiem i malarzem Tomaszem Dolabellą. Wielokrotnie występował przed organami krakowskiego samorządu miejskiego, zazwyczaj w sprawach dotyczących Włochów. Utrzymywał bliższe relacje z lugańczykami (Giovannim Reitino i Sebastianem Salą), członkami rodzin: Bottinich, Castellich, Cellarich czy Moriconich, duchownymi (opatem tynieckim Stanisławem Sułowskim, kanonikiem krakowskim Janem Skarszewskim), dworzanami królewskimi, wielkorządcami krakowskimi (Janem Płazą, Zygmuntem Opackim) oraz urzędnikami i personelem pomocniczym wielkorządów krakowskich. W r. 1638 architekt był starszym (gubernatorem) bractwa włoskiego przy krakowskim kościele Franciszkanów, którego członkiem został przypuszczalnie bezpośrednio po przybyciu do Rzeczypospolitej.
Pierwszą żoną Trevana była pochodząca z Lugano Elisabetta Cannaga, którą poślubił zapewne w Lugano ok. r. 1604. Z tego małżeństwa architekt miał  synów: 
- Hilarego (późniejszego jezuitę, od r. 1629, misjonarza na dworze Wiśniowieckich i profesora teologii moralnej w Ostrogu);
- Franciszka,

oraz córki:
- Konkordię (w r. 1624 wydaną za Giovanniego Paola Secchiego (Sechi, Seschi, Seki) (zm. 1633), aptekarza, od 14 marca 1625 serwitora królewskiego, z którym zajmowała połowę kamienicy przy ul. Grodzkiej 43 w Krakowie, gdzie mąż prowadził Aptekę Królewską, po jego śmierci, od 30 kwietnia 1634, żonę aptekarza królewskiego Jana Mężyka, z którym w l. 1634–1646 mieszkała w kamienicy przy ul. Grodzkiej 45);
- Katarzynę Teresę (wydaną między 5 marca 1649 a 22 stycznia 1651 za Jakuba Szumińskiego, późniejszego starostę małogoskiego);
- Marię Egipcjankę (poślubioną 30 września 1645 Janowi Gselhofferowi (Xelhoffer, Kselhoffer) (zm. 1648), kupcowi krakowskiemu i aromatariuszowi, z którym zajmowała kamienicę przy ul. Sławkowskiej 10 w Krakowie (obecnie północna część kamienicy zw. Badeniowską), gdzie mąż prowadził sklep i skład towarów kolonialnych).

Dnia 16 lutego 1634 w kościele św. Wawrzyńca w Lugano w Lugano Trevano poślubił Santinę, córkę Franciszka Carliego i Cattariny z Fontanów. Z tego małżeństwa architekt miał córki: Anielę, Marię Elżbietę (wydaną 27 maja 1665 w Lugano za aktywnego później w Wiedniu sztukatora Giovanniego, syna Giovanniego Giacoma Castellego z Melide), oraz syna Jana, żonatego z mieszczką krakowską Anną Sobieraj. Trevano miał też kilkoro dzieci z obu małżeństw zmarłych w dzieciństwie.
Dzięki przywilejowi królewskiemu ok. r. 1610 architekt zamieszkał przy ul. Kanoniczej w Krakowie, w kamienicy wielkorządowej zwyczajowo zajmowanej przez rurmistrza królewskiego. 19 czerwca 1619 otrzymał w dożywocie od Zygmunta III Wazy folwark w Zielonkach. 18 czerwca 1631 wraz z żoną kupił we Lwowie od spadkobierców Zaccarii Castellego kamienicę w Lugano oraz folwark z łowiskiem przy brzegu jeziora Lugano, które sprzedał w r. 1634. Wartość majątku ruchomego zgromadzonego przez Trevana w trakcie jego wieloletniej działalności artystycznej w Rzeczypospolitej dorównywała majątkom bogatej szlachty. Architekt pobierał również jurgielt, wynagrodzenie z wielkorządów krakowskich wraz z deputatem drewna, był gracjalistą żupnym oraz czerpał zyski z folwarku w Zielonkach. Pod koniec życia prowadził interesy i udzielał pożyczek kupcom krakowskim, i Żydom kazimierskim. W chwili śmierci posiadał liczne wyroby ze złota i srebra, luksusowe szaty, obrazy, książki oraz sprzęty domowe, co świadczy o jego zamożności i wysokim poziomie życia. Był właścicielem bogatego księgozbioru, w którym znajdowały się m.in. najważniejsze traktaty architektoniczne oraz piśmiennictwo z zakresu inżynierii wojskowej. Niedługo przed śmiercią, 12 lutego 1642, uzyskał zgodę królewską na dokonanie cesji dożywocia na folwarku w Zielonkach na rzecz syna Franciszka. Zmarł w Krakowie między 19 a 22 września 1642.